# Calomys cerqueirai
Calomys cerqueirai (Каломіс ) — вид гризунів з родини Хом'якові (Cricetidae). Каріотип: 2n = 36, FNa = 66. Генетичний аналіз 2007 підтвердив, що новий вид являє собою еволюційну лінію відокремлену від інших видів Calomys. Відрізняється від інших Calomys каріотипом і характеристиками волосяного покриву.

## Опис
Відносно невеликий член Sigmodontinae, але великий як для Calomys. Верх жовтувато-коричневий, стаючи світлішим до боків і різко відрізняється від білястого низу. Зовнішні вуха малі й округлі і є клапті сивого волосся за ними. Хвіст, який є темним вище і нижче білий, є відносно коротким. Ступні досить довгі й вузькі й укриті зверху білими волосками. У двох зразках довжина голови й тіла складає 86–112 мм, довжина хвоста 75–85 мм, довжина задньої стопи становить 21–22 мм, довжина вух 16–18 мм, маса тіла 25–35 гр.

## Проживання
Вид відомий з двох пунктів в штаті Мінас-Жерайс, пд.-сх. Бразилія недалеко від кордону біомів Атлантичного лісу і Серрадо. Обидва примірника були спіймані в траві біля струмка.